# Закон копља
Закон копља је епизода серијала Мали ренџер (Кит Телер) објављена је премијерно у бившој Југославији у Лунов магнус стрипу бр. 350. Епизода је изашла 1979. године, имала 95 страница, и коштала 10 динара. Насловну страницу нацртао је Бранко Плавшић. Издавач је био Дневник из Новог Сада. Епизода је 1. наставак, након којег следе ЛМС-351 и ЛМС-352, који заједно чине заокружену целину.

## Кратак садржај
Кит и група ренџера у тајности долази у Туксон у посету представнику фирме Gоld Mines Corporations из Чикага, која држи руднике злата у САД. Састанку присуствује и локални шериф Грант. Два пута месечно товар злата се шаље возом из Туксона у Вашингтон. У последње време, возови су често нападани и пљачкани услед чега је фирма је изгубила скоро 30% зараде. Власник захтева од Кита и ренџера да прате воз на тајној мисији где ће злато послати обичним поштанским вагоном.
Кит и ренџери се укрцавају у воз у Вајт Стону, две станице пре Туксона, како не би привукли пажњу. Упркос тајности операције, воз ипак бива нападнут, али га Кит и ренџери спасавају од пљачке. Међутим, након што је воз наставио пут, током ноћи када су сви мислили да је опасност прошла, маскирани бандит сам успева да откачи вагоне са златом и украде сво злато.
Кит и ренџери добијају нову понуду да обичним колима превезу још један товар злата, али овога као обични каубоји, како не би привукли пажњу. Током ноћи, када сви спавају, поново се појављује маскирани бандит који онесвешћује Френкија и краде кола са златом. Овога пута у заседи чека шериф Грант који са својим људима хвата маскираног бандита. Грант скида маску бандиту да би на опште изненашење испод маске био — Кит Телер.

## Оригинална епизода
Оригинална епизода под називом La vedova nera изашла је премијерно у Италији у издању Sergio Bonnelli Editore у октобру 1977. године под редним бројем 167. Коштала је 400 лира. Епизоду је нацртала Lina Buffolente.